# Річард Америк
Річард Амéрик (англ. Richard Ameryk; 1440 — 1503) — бристольський купець і судновласник, на честь якого, можливо, названий Американський континент.
Народився у Вестоні (графство Герефордшир).
Одружився з Люсі Уелз та мешкав певний час у Сомерсеті. Згодом вирішив перебратися до Бристоля, де й розпочав власну справу.
Чималі доходи від комерції дозволили Америку здобути громадське визнання. Він тричі очолював королівську митницю, а у 1497 році став шерифом Бристоля. В тому ж році на його кошти був збудований корабель «Метью», який Америк надав Джону Каботу для морської подорожі у західному напрямку.
За деякими даними Америк домігся аудієнції у Генріха VII, після якої король дозволив Каботу і його трьом синам «плавати по всіх місцях, областях і берегах Східного, Західного і Північного морів».